# Snowmads
SnowMads — восьмой студийный альбом американской хардкор-рэп-группы Onyx, выпущенный 15 ноября 2019 года на лейбле Goon MuSick.
Альбом был полностью спродюсирован Snowgoons. Это не первый раз, когда две группы работают вместе. Пять лет назад Snowgoons заставили Onyx выпустить лонгплей #WakeDaFucUp, который был назван журналом XXL одним из лучших хип-хоп-альбомов 2014 года. За эти 5 лет участники группы Onyx несколько раз сотрудничали с группой Snowgoons, а также вместе выступали в Европе. В SnowMads вошло 15 треков и гостевые участия от рэперов Bumpy Knuckles, Nems, Knuckles (N.B.S.), Quadro, Ufo Fev, SickFlo, Flee Lord и Dope D.O.D.
Альбом был выбран как «Лучший зарубежный альбом 2019 года» по мнению читателей портала Rap.Ru, а также как «один из лучших зарубежных альбомов 2019 года» по мнению редакторов сайта HipHop4Real. Альбом был показан на российском шоу «Вечерний Ургант» на «Первом канале», где группа Onyx исполнила свой самый знаменитый хит «Slam», а также на болгарском шоу «Шоуто на Николаос Цитиридис» на bTV, где участники группы дали интервью и исполнили песню «Kill Da Mic». В начале 2020 года альбом SnowMads был размещён на рекламном щите Spotify на Таймс-сквер в Нью-Йорке.

## Обзор альбома
В своём обзоре альбома для HipHopDX автор Рили Уоллес оценил альбом на 3.7 из 5 и добавил: «Это не идеальный альбом, но за год, в течение которого некоторые из наиболее почитаемых икон жанра угощают поклонников драгоценными камнями, является достойным их коллекций. Стики и Фредро представляют собой изысканный кусочек утонченного хип-хопа с острыми краями — тот самый вкус, который породил некоторых из самых мрачных в игре (и неважно получат ли они за это розы или нет)».
В своём обзоре альбома для UndergroundHipHopBlog автор Legends Will Never Die оценил альбом на 8 из 10 и добавил: «я давно хотел продолжения #WAKEDAFUCUP, и, наконец, я рад, что они это сделали. Без некоторых из гостей я мог бы обойтись, но жёсткий продакшн от Snowgoons снова соответствует беспощадной лирике дуэта»:
После вступления первая песня «Who Da Fuc» обнаруживает, что Стики и Фредро бросают вызов своим оппонентам поверх бум-бэпа с некоторыми жуткими струнными секциями. Следующий трек «Robbing Hip Hop» с участием Bumpy Knuckles и Nems показывает, как четверо возвращают игру к краже со взломом поверх страшного инструментала, в то время как песня «Monsters Gorillas» с участием Knuckles показывает, как все трое говорят о том, что они стали хладнокровными убийцами поверх тревожного бум-бэп бита. Трек «Rat Tat Tat», конечно, говорит об оружии, и он крут, но участие на треке Quadro и UFO Fev ничего не даёт.
Песня «Hoodies Down» обнаруживает, что Стики и Фредро дурачатся над накаченным адреналином битом, в то время как трек «Kill Da Mic» показывает, что их лиричность всё ещё острее, чем когда-либо поверх инструментала в стиле мафиози. Песня «Street Art» с участием SickFlo показывает всем, как следует делать хардкор хип-хоп поверх бум-бэп бита с фантастическим звучанием органа, в то время как трек «Trolling» с участием Knuckles — действительно достойный дисс-трек, направленный в сторону Charlamagne tha God и 6ix9ine. Песня «Ringolevio» безупречно качается взад и вперёд поверх кровавого инструментала, в то время как трек «Built Like That» от всего сердца говорит об их смелости и силе поверх оптимистичного инструментала.
Песня «Mad Shoot Outs» с участием Flee Lord лирически не нуждается в дополнительном объяснении, и траурный инструментал очень хорошо вписывается, тогда как трек «I Got the Tec-9» продолжает темы предыдущего трека поверх бум-бэп бита с некоторыми клавишными. Закрывает альбом трек «Ain’t No Time to Rest», который похож на неизданный трек с совместного альбома Onyx и Dope D.O.D. Shotgunz in Hell и затем альбом заканчивается бонусным треком «Good Fight», который является энергичным треком для управления толпой.

## Синглы
16 сентября 2019 года группа Onyx выпустила «Ain’t No Time To Rest», первый сингл с будущего альбома SnowMads, полностью спродюсированного немецкой группой Snowgoons. В записи песни приняла участие нидерландская хардкор-рэп-дабстеп-группа Dope D.O.D. 27 октября 2019 года вышел видеоклип на песню «Ain’t No Time To Rest», а также было объявлено, что новый альбом выйдет 8 ноября. В интервью для FileUnderHipHop DJ Illegal из Snowgoons сообщил о новой дате выхода альбома - 15 ноября. 10 ноября 2019 года группа выпустила видеоклип на песню «Kill Da Mic», а через три дня был выпущен одноимённый сингл на цифровых площадках. 29 ноября группа Onyx выпустила видеоклип на песню «Monsters Gorillas» (featuring Knuckles). В отличие от двух предыдущих работ, снятых в Европе, это видео было снято в родном для группы городе Нью-Йорке. 13 декабря был выпущен третий сингл с альбома, «Mad Shoot Outs». 7 января 2020 года вышел видеоклип на песню «Hoodies Down». 7 марта 2020 года вышел четвёртый по счёту сингл «Rat Tat Tat» (feat. Quadro & Ufo Fev). Пятый по счёту сингл «Street Art» (feat. SickFlo) был выпущен на цифровых площадках 16 апреля 2020 года. 19 ноября 2020 года был выпущен видеоклип на песню «Ringolevio».

## Список композиций
| #   | Название                                        | Длительность |
| --- | ----------------------------------------------- | ------------ |
| 01. | «SnowMads Intro»                                | 0:41         |
| 02. | «Who Da Fuc»                                    | 2:31         |
| 03. | «Robbing Hip Hop» (feat. Bumpy Knuckles & Nems) | 4:01         |
| 04. | «Monsters Gorillas» (feat. Knuckles (N.B.S.))   | 3:42         |
| 05. | «Rat Tat Tat» (feat. Quadro & Ufo Fev)          | 3:13         |
| 06. | «Hoodies Down»                                  | 2:47         |
| 07. | «Kill Da Mic»                                   | 2:56         |
| 08. | «Street Art» (feat. SickFlo)                    | 3:09         |
| 09. | «Trolling» (feat. Knuckles (N.B.S.))            | 2:26         |
| 10. | «Ringolevio»                                    | 3:05         |
| 11. | «Built Like That»                               | 2:49         |
| 12. | «Mad Shoot Outs» (feat. Flee Lord)              | 3:26         |
| 13. | «I Got The Tec-9»                               | 2:32         |
| 14. | «Ain't No Time To Rest» (feat. Dope D.O.D.)     | 3:50         |
| 15. | «Good Fight» (Bonus Track)                      | 2:37         |